# قصب (نبات)
القصب هو اسم شائع للعديد من نباتات الأراضي الرطبة الطويلة الشبيهة بالعشب. هو ساق نبات من الفصيلة النجيلية (Poaceae)، وهو بشكل عام أسطواني الشكل، والأجزاء الداخلية مجوفة وذات عقد صلبة.